# Sălățig
Sălățig (węg. Szilágyszeg) – wieś w Rumunii, w okręgu Sălaj, w gminie Sălățig. W 2011 roku liczyła 523 mieszkańców.